# Lituania Central
La República de Lituania Central (polaco: Republika Litwy Środkowej, lituano: Vidurio Lietuvos Respublika, bielorruso: Рэспубліка Сярэдняй Літвы/Respublika Siaredniaj Litvy), conocida como Lituania Central o Lituania Media (polaco: Litwa Środkowa, lituano: Vidurio Lietuva o Vidurinė Lietuva, bielorruso: Сярэдняя Літва/Siaredniaja Litva), fue una entidad política de corta duración que no obtuvo reconocimiento internacional. La república fue creada en 1920 tras la rebelión de los soldados de la 1ª División de Infantería lituano-bielorrusa del Ejército Polaco bajo el mando de Lucjan Żeligowski, apoyada por la fuerza aérea, la caballería y la artillería polacas.
Centrada en la histórica capital del Gran Ducado de Lituania, Vilna (lituano: Vilnius, polaco: Wilno), durante dieciocho meses la entidad sirvió como Estado colchón entre Polonia, de la que dependía, y Lituania, que reclamaba la zona. Tras diversos retrasos, el 8 de enero de 1922 tuvo lugar una disputada elección y el territorio fue anexado a Polonia. La república fue considerada por algunos como un estado títere dependiente de Polonia. Inicialmente el gobierno polaco negó ser responsable de la acción de la falsa bandera que creó la entidad,[cita requerida] pero el líder polaco Józef Piłsudski reconoció posteriormente que ordenó personalmente a Żeligowski que fingiera que estaba actuando como un oficial polaco amotinado.
Las fronteras polaco-lituanas en el período de entreguerras, aunque reconocidas por la Conferencia de Embajadores de la Entente y la Sociedad de Naciones, no fueron reconocidas por la República de Lituania hasta el ultimátum polaco de 1938. En 1931 un tribunal internacional de La Haya emitió la declaración de que la toma de la ciudad por parte de Polonia había sido una violación del derecho internacional, pero sin ninguna consecuencia política.
Distribución étnica
La mayoría de los habitantes de estos terrenos eran polacos. 
Según los datos oficiales de la República Polaca, los polacos eran 70,6%, los lituanos 12,84%, los bielorrusos 6,02%, los judíos 4,04%, y otros grupos étnicos 6,5%).
Sin embargo, según los datos del censo de 1916 durante la ocupación alemana de Vilna, la distribución étnica dicho territorio fue la siguiente:
Polacos – 50,2%
Judíos – 43,5%
Lituanos – 2,6%
Según el censo polaco del 9 de diciembre de 1931 (cuando este territorio ya había sido incorporado a Polonia):
Polacos – 128.600 (65,9%)
Judíos – 54.600 (28,0%)
Rusos – 7.400 (3,8%)
Bielorrusos – 1.700 (0,9%)
Lituanos – 1.579 (0,8%)
otros – 1.200 (0,6%)
Al final, la República de Lituania Central tenía una superficie de 13.490 km² y contaba con 490.000 habitantes.

## Fuente
- Esta obra contiene una traducción  derivada de «Republic of Central Lithuania» de Wikipedia en inglés, publicada por sus editores bajo la Licencia de documentación libre de GNU y la Licencia Creative Commons Atribución-CompartirIgual 4.0 Internacional.